# Alcalá de los Gazules
Alcalá de los Gazules – gmina w Hiszpanii, w prowincji Kadyks, w Andaluzji, o powierzchni 479,59 km². W 2011 roku gmina liczyła 5500 mieszkańców.